# Río Paute
Der Río Paute ist der etwa 110 km lange rechte Quellfluss des Río Namangoza in den Provinzen Azuay, Cañar und Morona Santiago im Osten von Ecuador.

## Flusslauf
Der Río Paute entsteht auf einer Höhe von etwa 2200 m am Zusammenfluss von Río Cuenca (links) und Río Santa Bárbara (rechts) 3 km nördlich der Stadt Gualaceo. Er fließt anfangs 50 km in überwiegend nordnordöstlicher Richtung. Nach knapp 10 Kilometern passiert er die am linken Flussufer gelegene Kleinstadt Paute. Bei Flusskilometer 65 wird der Río Paute von der Paute-Mazar-Talsperre auf einer Länge von 20 km aufgestaut. Bei Flusskilometer 51 befindet sich die Amaluza-Talsperre, die den Fluss etwa 4,5 km aufstaut. Der Río Paute schneidet sich im Anschluss in überwiegend ostsüdöstlicher Richtung durch den Gebirgskamm der Cordillera Real. Die Fernstraße E40 folgt dem Flusslauf. 9 km oberhalb der Vereinigung mit dem Río Upano zum Río Namangoza befindet sich die Kleinstadt 
Santiago de Méndez am linken Flussufer. 4 Kilometer flussabwärts trifft der Río Negro von rechts auf den Río Paute. Unterhalb der Einmündung überquert die Fernstraße E45 (Zamora–Macas) den Fluss.

## Hydrologie
Der Río Paute entwässert ein Areal von 6439 km². Der mittlere Abfluss am Pegel oberhalb der Einmündung des Río Dudas beträgt 71 m³/s.

## Wasserkraftnutzung
Am Flusslauf des Río Paute befinden sich zwei Talsperren, Paute Mazar und Amaluza, sowie drei Wasserkraftwerke, Paute Mazar (194 MW), Paute Molino (1110 MW) und Paute Sopladora (487 MW).